# باشگاه فوتبال ستارگان بهمن جوان تهران
باشگاه فوتبال ستارگان بهمن جوان تهران یک باشگاه فوتبال ایرانی در شهر تهران می‌باشد که در لیگ دسته سوم فوتبال ایران بازی می‌کند.
این باشگاه در جام حذفی فوتبال ایران ۰۳–۱۴۰۲ شرکت کرده و در مرحله یک شانزدهم نهایی در مقابل پیکان تهران شکست خورد از مسابقات کنار رفت.